# Костюченко Петро Петрович
Костюченко Петро Петрович 3 липня 1937, Слоут Глухівський район Сумська область — 14 червня 2006, Слоут) — Герой Соціалістичної праці (1966), Нагороджений Орденом Леніна та медаллю «Серп і молот», делегат XXIII з'їзду КПРС у Москві у Москві

## Життєпис
Костюченко Петро Петрович народився у Слоуті. В 1945—1952 роках навчався у класі «В» Слоутської семирічної школи
Після закінчення школи та служби в армії працював трактористом тракторної бригади № 8 Глухівської МТС у рідному колгоспі. У березні 1962 року молодий механізатор перейшов працювати на свиноферму. Сам доглядав відразу 1,5 тисячі свиней. Це дало можливість вивільнити на інші роботи 12 чоловік та зменшити собівартість виробництва свинини. Петро Петрович Костюченко за 10 місяців 1962 року продав державі 1034 центнери свинини, а за листопад ще 381 цнт. 1415 цнт і стало його результатом за рік. Собівартість центнера свинини становила 86 карбованців, тоді як в інших колгоспах майже вдвічі більше.

## Праця свинаря-механізатора
Свинар-механізатор П. П. Костюченко годував тварин тричі в день. Вранці — з 7 до 10 годин, вдень — з 12 до 15 та ввечері — з 16 до 19 годин. Всі корми перероблялись у кормоцесі і згодовувались у формі пасти.
Шість років підряд, двічі на рік у квітні та листопаді 1963, 1964, 1965, 1966, 1967, 1968 рр. ім'я «знатного свинаря-механізатора» заносилось на колгоспну, районну та обласну Дошки Пошани.

## ХХІІІ з'їзд КПРС у Москві
Більше тижня — з 29 березня по 8 квітня 1966 року був делегатом XXIII з'їзду КПРС у Москві. Загалом у Кремлівському Палаці з'їздів зібралось 4943 делегати.

## Нагородження у Москві
Під час перебування Петра Петровича Костюченка у Москві 2 квітня 1966 р. йому було присвоєно звання Героя Соціалістичної Праці з врученням Ордена Леніна та Золотої медалі «Серп і молот».